# Promotus (generaal)
Flavius Promotus  (gestorven 391) was een Romeinse generaal die onder keizer Theodosius I diende. 

## Carrière
In 386 was Promotus gelegerd als commandant in Afrika. Later dat jaar werd hij overgeplaatst naar Thracië en maakte hij promotie. Van hem is het volgende wapenfeit opgetekend. Als legeraanvoerder van de troepen in Thracie werd hij geconfronteerd met de komst van de Ostrogoten aan de Donaugrens. Het volk van koning Odotheus verzamelde zich op de noordelijke oever van de Donau en vroeg om toelating tot het rijk, vermoedelijk onder dezelfde voorwaarden als de Visigoten tien jaar eerder. Promotus zette zijn troepen in langs de zuidelijke oever en stuurde enkele mannen om de Ostrogoten te misleiden door te doen alsof ze betaling wilden om de Romeinen te verraden. Ze rapporteerden het plan echter aan Promotus. Toen de Ostrogoten probeerden de rivier over te steken, werden ze in plaats van een slaapkamp geconfronteerd met een vloot van rivierboten die vervolgens alle vijandelijke vaartuigen tot zinken brachten. Claudianus verhaalt dat op het eiland Peuce de lijken hoog opgestapeld waren en de riviermondingen rood kleurden van het bloed. Theodosius, die in de buurt was, ontfermde zich over de in gevangenschap bivakkerende Goten, gaf hun vrijheid terug en wilde ze toevoegen aan zijn leger voor zijn ophanden zijnde campagne tegen Magnus Maximus.
In 388 werd Promotus gepromoveerd tot magister equitum ter voorbereiding op de campagne tegen Maximus. Naar alle gedachten deed hij het goed in deze campagne, want hij werd beloond met het consulaat in 389. Terwijl Theodosius op zijn terugreis door Thessaloniki richting het oosten van alles meemaakte, redde Promotus hem van een barbaarse aanval. Promotus werd daarvoor mogelijk beloond met een hoger commando.
Historicus Hermann Schreiber noemt Promotus in zijn werk "Goten, vorsten en vazalen" geen militair genie, maar een sluwe tacticus die verraad gebruikte om de wanhopige en half verhongerde Goten te misleiden.

## Dood
Kort daarna begon de keizer Rufinus te begunstigen, daarna magister officiorum, wat Promotus boos maakte. Hierop volgde een vuistgevecht in het openbaar. Rufinus haalde Theodosius over om Promotus uit te sturen voor oefeningen met de troepen, en stuurde een compagnie barbaren die hem in een hinderlaag lokten en doodden. 
Promotus had twee zonen die werden opgevoed met de kinderen van de keizer. Uit wraak voor de moord op hun vader hielpen zijn zoons Eutropius om het plan van Rufinus om zijn dochter met keizer Arcadius te trouwen te dwarsbomen.